# استریت پروفیتس
استریت پروفیتس (انگلیسی: The Street Profits) یک تیم کشتی حرفه ای است که مونتز فورد و آنجلو داوکینز اعضا آن هستند. این تیم اکنون در شوی راو کمپانی دبلیودبلیوئی قرار دارد.